# Historisierung
Als Historisierung (Geschichtswerdung) bezeichnet man allgemein den Übergang einer Sache von einem Gegenstand des Zeitgeschehens zu einem Gegenstand des Geschichtsinteresses oder auch den Prozess des allmählichen Wandels der Wahrnehmung und Interpretation einer Sache oder Vorstellung mit der Zeit.

## Begriff
Eine Historisierung eines Begriffs liegt vor, wenn dieser in seiner Bedeutung nicht absolut genommen, sondern als sich entwickelnd verstanden wird (vgl. Philosophiegeschichte, Begriffsgeschichte).

## Wert
Als Historisierung von Werten bezeichnet man den Wandel gesellschaftlicher Wertvorstellungen oder deren Bedeutung. So kann man etwa von den Menschenrechten als einem modernen Phänomen mit dem Charakter einer Primärtugend sprechen, während etwa viele der preußischen Tugenden, wie Pflichtbewusstsein, Ordnung und Fleiß, nur noch als Sekundärtugenden gelten. In diesem Sinne bedeutet Historisierung immer auch Relativierung, was jedoch keineswegs mit einer Verharmlosung zu verwechseln ist. (vgl. auch Historismus)

## Vorgang
Als Historisierung eines Vorganges bezeichnet man es, wenn er nicht mehr aus seiner Zeit mit ihren Gegnerschaften, Parteiungen, aber auch Hoffnungen und Ängsten heraus interpretiert wird, sondern stattdessen eine abgeklärtere Betrachtungsweise sine ira et studio erfolgt.
Historisierung ist insofern eine Chance für größere Objektivität, doch schließt sie das Hineindeuten gegenwärtiger Parteiungen etwa im Sinne der Geschichtspolitik in die Vergangenheit oder auch eine nachträgliche Geschichtsfälschung nicht aus. Gerade im Zusammenhang mit dem Holocaust und der Zeit des Nationalsozialismus wird die Historisierung von vielen beklagt, weil damit die existentielle Betroffenheit gegenüber der historischen Singularität verloren gehe.
Das Fehlen bzw. die abnehmende Zahl von Zeitzeugen, was in den meisten Fällen eine Bedingung für diese Form der Historisierung darstellt, bewirkt jedoch – als eine Art gegenläufigen Trend zur wachsenden Neutralität – die Abnahme der Verfügbarkeit direkter Informationen aus erster Hand. Zwar sind diese in der Geschichtswissenschaft aufgrund einer womöglich verzerrten Ereigniswahrnehmung keineswegs unumstritten, geben jedoch im Gegensatz dazu auch einen wichtigen Einblick in die Hintergründe des Zeitgeschehens und das Selbstverständnis der daran Beteiligten. Dieser ist aus einer zeitlich nachgelagerten Perspektive im Verbund mit dem Wandel von Werten, Kulturen und Kategorien nur noch sehr eingeschränkt möglich, und zwar desto stärker, je tiefgreifender dieser Wandel war bzw. je länger der Geschichtszeitraum zurückliegt. Insofern hat zum Beispiel für die Studentenbewegung und den Terror der RAF bereits eine gewisse Historisierung stattgefunden, während das Mittelalter oder das Römische Reich vollständig historisiert sind.
Ist es dabei nicht möglich, die Lebensumstände der Vergangenheit und die prägenden Eindrücke der damaligen Menschen zu rekonstruieren, so sind die Vorgänge der Geschichte, die Haltung der Menschen zu diesen Vorgängen und ganz allgemein auch zu ihrer eigenen Zeit, aus einer aktuellen Perspektive kaum noch nachvollziehbar. Das Unverständnis gegenüber der Vergangenheit, deren Wertung nach heutigen Maßstäben und nicht zuletzt auch die moralische Überwertung der Gegenwart, sind die zwangsläufigen Folgen dieses Prozesses. Daher erklärt sich einerseits die Bestrebung, Zeitzeugenberichte zu sammeln und zu bewahren, zum Beispiel über Projekte wie A Letter To The Stars oder die Shoa Foundation, und anderseits, das Alltagsleben der Vergangenheit zu rekonstruieren. Dabei gehen Geschichtsforschung und Archäologie Hand in Hand, weshalb auch Funde zum früheren Alltagsleben der Menschen, zum Beispiel aus Abfallgruben, eine wissenschaftlich oft höhere Bedeutung haben als spektakuläre Funde kostbarer Gegenstände.